# Kristel Marbach
Kristel Marbach (ur. 14 lipca 1988 w Düdingen) – szwajcarska siatkarka, grająca na pozycji rozgrywającej. Od sezonu 2013/2014 występuje w drużynie TSV Düdingen.

## Sukcesy klubowe
Mistrzostwo Szwajcarii:
- 2013
- 2006, 2010
- 2007, 2012, 2016, 2018, 2019

Puchar Szwajcarii:
- 2013

Superpuchar Szwajcarii:
- 2015